# Stenostiridae
Stenostiridae Beresford et al., 2005 è una famiglia di uccelli passeriformi che comprende 9 specie con distribuzione afrotropicale e indo-malese.

## Tassonomia
Questa famiglia è stata identificata in base ai risultati di differenti studi molecolari.
Pasquet et al. (2002) evidenziarono strette affinità molecolari tra i pigliamosche africani del genere Elminia (tradizionalmente attribuiti ai Monarchidae) e i pigliamosche asiatici del genere Culicicapa (tradizionalmente attribuiti ai Muscicapidae) Successivamente è stato dimostrato che anche il pigliamosche coda a ventaglio (Stenostira scita) fa parte di questo clade, ed essendo il genere Stenostira stato descritto prima degli altri due, secondo le norme dell'International Code of Zoological Nomenclature il raggruppamento è stato denominato Stenostiridae. In epoca più recente si è visto che anche l'asiatico coda a ventaglio ventregiallo (Chelidorhynx hypoxantha), in precedenza attribuito ai Rhipiduridae, appartiene a questa famiglia.
La famiglia Stenostiridae comprende pertanto i seguenti generi e specie:
- Genere Chelidorhynx
  - Chelidorhynx hypoxantha (Blyth, 1843)
- Genere Stenostira
  - Stenostira scita (Vieillot, 1818)
- Genere Culicicapa
  - Culicicapa ceylonensis (Swainson, 1820)
  - Culicicapa helianthea (Wallace, 1865)
- Genere Elminia
  - Elminia longicauda (Swainson, 1838)
  - Elminia albicauda Barboza du Bocage, 1877
  - Elminia nigromitrata (Reichenow, 1874)
  - Elminia albiventris (Sjöstedt, 1893)
  - Elminia albonotata (Sharpe, 1891)